# Hendrik Dirk van Ling
Hendrik Dirk van Ling (Woerden, 5 september 1855 – Den Haag, 17 maart 1937) was een Nederlands pianist, organist en muziekpedagoog.
Hij was zoon van stalhouder Frederik van Ling en Jacoba van Rossum. Hij bleef ongehuwd. Hij werd gecremeerd op Westerveld.
Hij werd eerst van beroep onderwijzer en vanaf 1871 gaf hij les aan de Rijksnormaalschool te Haarlem. Een collega van hem wees hem op zijn muzikaliteit. Tegelijkertijd bleek dat zijn gestel een leven als onderwijzer niet aan te kunnen. Hij begon zichzelf tot musicus te ontwikkelen en stuurde Willem Nicolaï van de Koninklijke Muziekschool in Den Haag een aantal composities. Hij mocht er onder een studiebeurs gaan studeren. Hij kreeg eerst lessen in muziektheorie en compositieleer, vanaf 1881 tot 1884 gevolgd door onderricht in de vakken orgel en piano. Hij werd in 1883 organist in de Remonstrantse Kerk in Leiden en vanaf 1886 ook bij de Doopsgezinde gemeente in Den Haag. Van 1884 tot 1889 was hij docent muziektheorie aan genoemde instelling en vanaf 1 januari 1889 tot 1928 was hij docent piano.  Hij was er leraar was van onder andere Adrianus Leonardus Hazebroek en Bart Verhallen.
Hij schreef een aantal werken (alle vier worden al genoemd in het Woordenboek der toonkunst van 1890):
- Drie klavierstukken (opus 1)
- Sonate voor piano solo (opus 2)
- Psalnm 23 voor a cappellakoor (opus 3)
- Drie liederen voor piano tweehandig (opus 4)

Voorts publiceerde hij een aantal theoretische werken:
- Vereenvoudiging van ons toonschrift
- Muziek als taal
- De kwart als teleenheid
- Handboek der Harmonieleer naar hetzelfde werk van Hugo Riemann
- artikelen in muziekblad Caecilia (zoals Consonant en dissonant)
- concertverslagen (1888-1903)